# Alvimar Mourão
Alvimar Mourão (Santo Antônio do Monte, 12 de novembro de 1911) foi um político brasileiro do estado de Minas Gerais. Foi deputado estadual em Minas Gerais, durante o período de 1967 a 1975 (5ª e 6ª legislaturas), respectivamente pela UDN e pela ARENA.